# Поляни (Хмельницький район)
Поля́ни — село в Україні, у Волочиській міській громаді Хмельницького району Хмельницької області. Населення становить 628 осіб за останніми даними.

## Історія
7 (20) листопада 1917 року, відповідно до Третього Універсалу Української Центральної Ради, увійшло до складу Української Народної Республіки.
12 червня 2020 року, відповідно до розпорядження Кабінету Міністрів України № 727-р «Про визначення адміністративних центрів та затвердження територій територіальних громад Хмельницької області», увійшло до складу Волочиської міської громади.
19 липня 2020 року, в результаті адміністративно-територіальної реформи та ліквідації Волочиського району, увійшло до складу новоутвореного Хмельницького району.
Колишній орган місцевого самоуправління — Полянська сільська рада.

## Символіка
Затверджена 17 жовтня 2018 р. рішенням № 873 XLVII сесії міської ради VII скликання. Автори — В. М. Напиткін, К. М. Богатов, Г. В. Басистюк, О. М. Басистюк.

### Герб
Зелений щит поділений срібним підвищеним прямим хрестом, від якого в чотири сторони відходять золоті цвяхи шапочками назовні. Знизу щита хрест супроводжується двома золотими підвищеннями.
Герб символізує церкву Воздвиження Чесного Хреста, окрім того, зелень і срібло означають зустріч зими і літа. Узвищення — символ пагорбів, серед яких виникло село. Корона означає статус населеного пункту.

### Прапор
Квадратне зелене полотнище поділене прямим білим хрестом на чотири рівні частини. Від ліній перетину хреста до кутів прапора відходять чотири жовтих цвяхи шапочками назовні.

## Населення

### Мова
Розподіл населення за рідною мовою за даними перепису 2001 року:
| Мова       | Відсоток |
| ---------- | -------- |
| українська | 97,96 %  |
| російська  | 1,48 %   |
| інші       | 0,56 %   |

## Голодомор в Полянах
За даними різних джерел в селі в 1932—1933 роках загинуло близько 10 чоловік. На сьогодні встановлено імена 6. Мартиролог укладений на підставі поіменних списків жертв Голодомору 1932—1933 років, складених Полянською сільською радою. Поіменні списки зберігаються в Державному архіві Хмельницької області.
- Галка Йосип Олексійович, вік невідомий, 1933 р.,
- Галка Михайло Олексійович, 45 р., 1932 р.,
- Галка Текля, 36 р., 1933 р.,
- Добротвор Костянтин Іванович, 28 р., 1933 р.,
- Нікітюк Марія Мефодіївна, 14 р., 1933 р.,
- Нікітюк Надія Мефодіївна, 12 р., 1933 р.

## Відомі люди
- Басистюк-Гаптар Ольга Іванівна — українська співачка (сопрано). Народна артистка України.

## Галерея

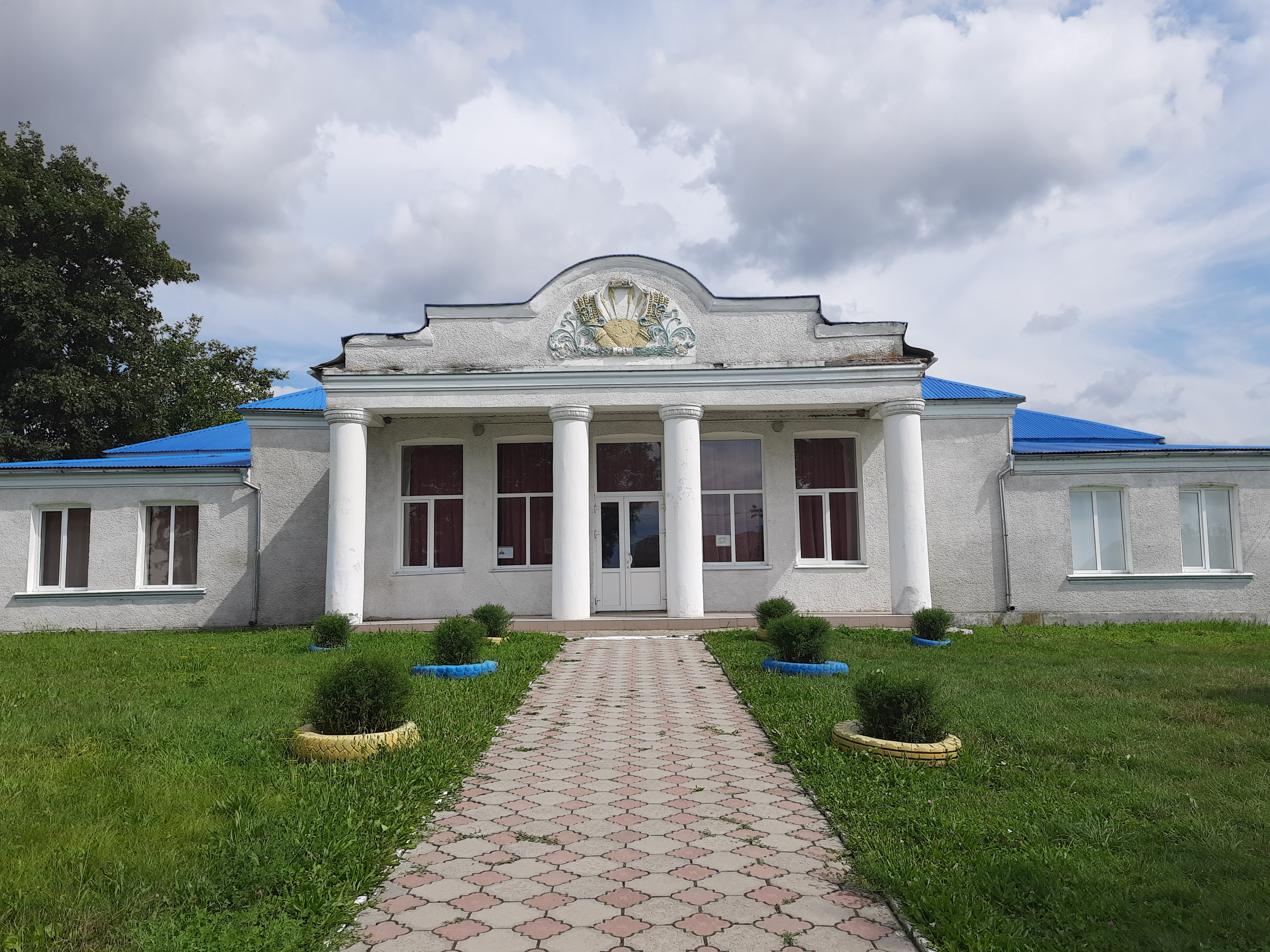
Будинок культури
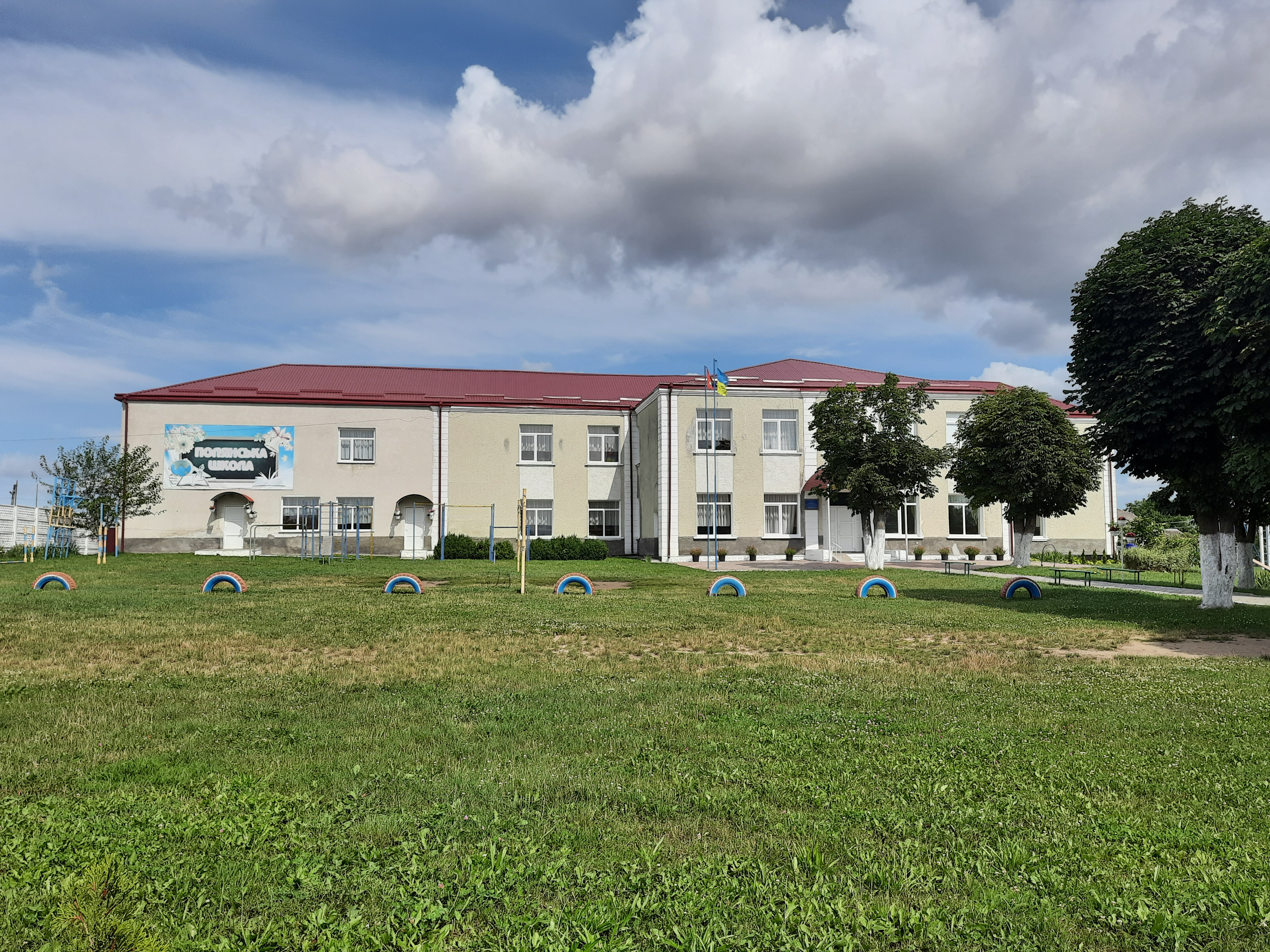
Школа
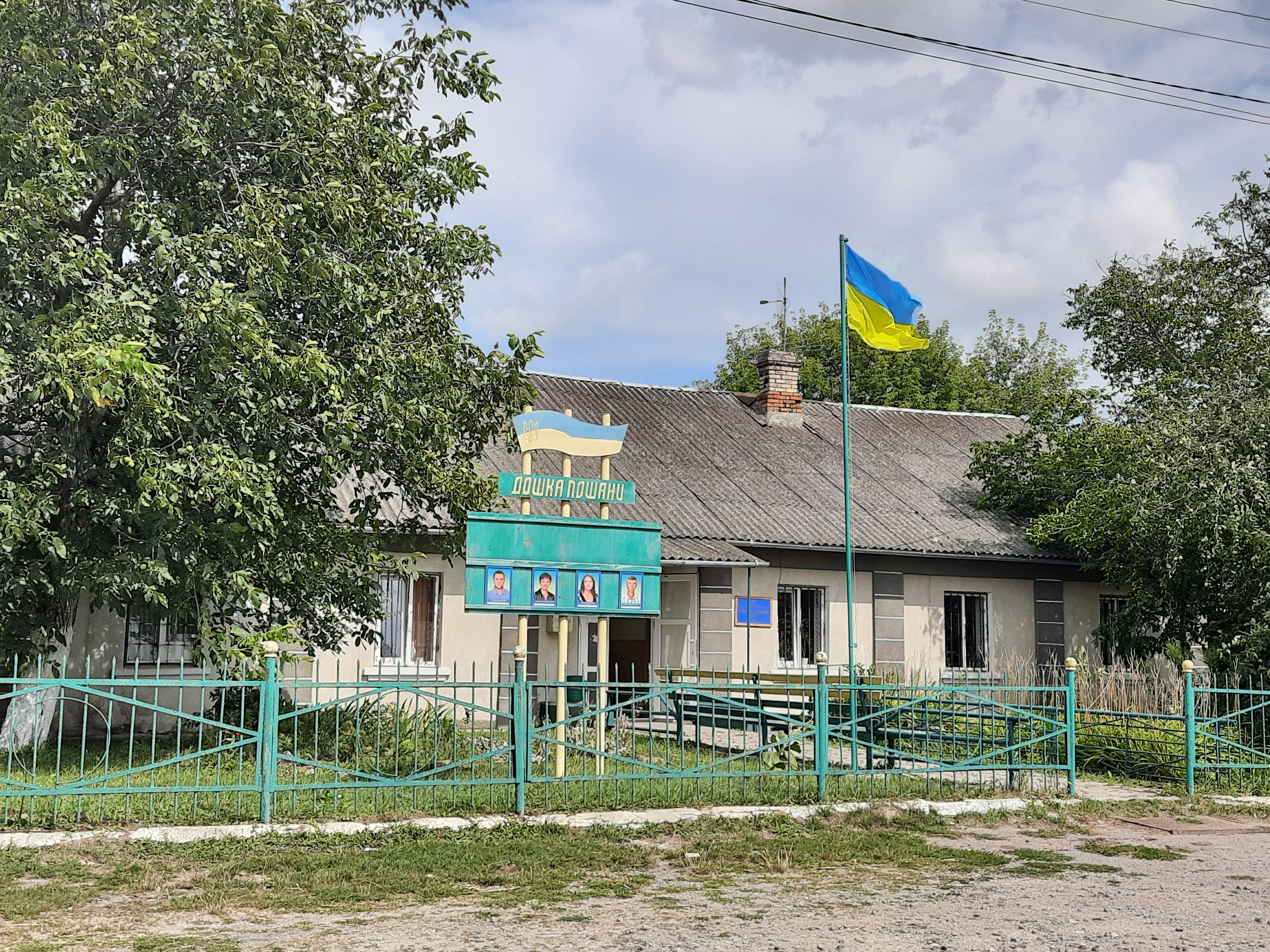
Старостат
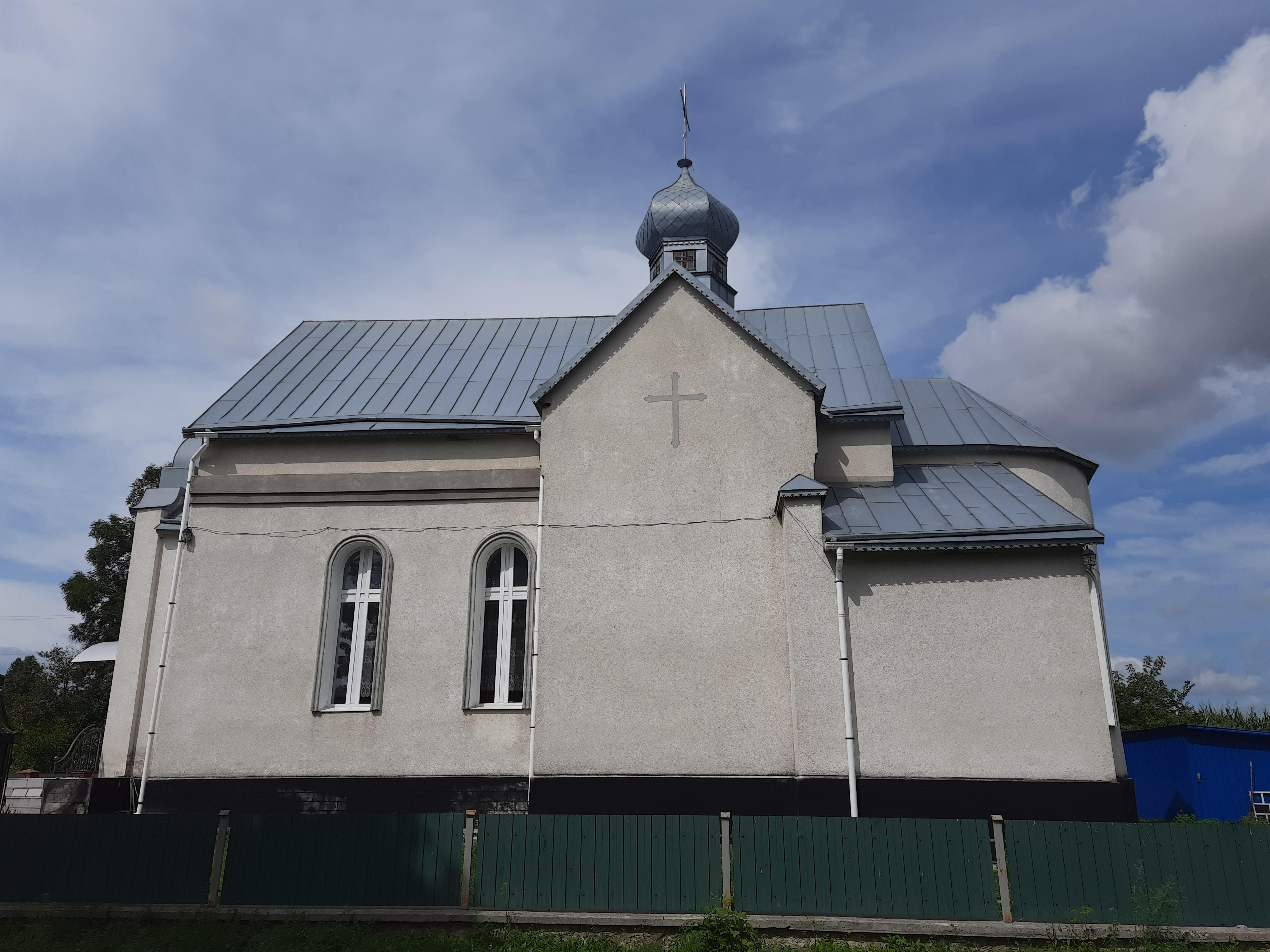
Сільська церква
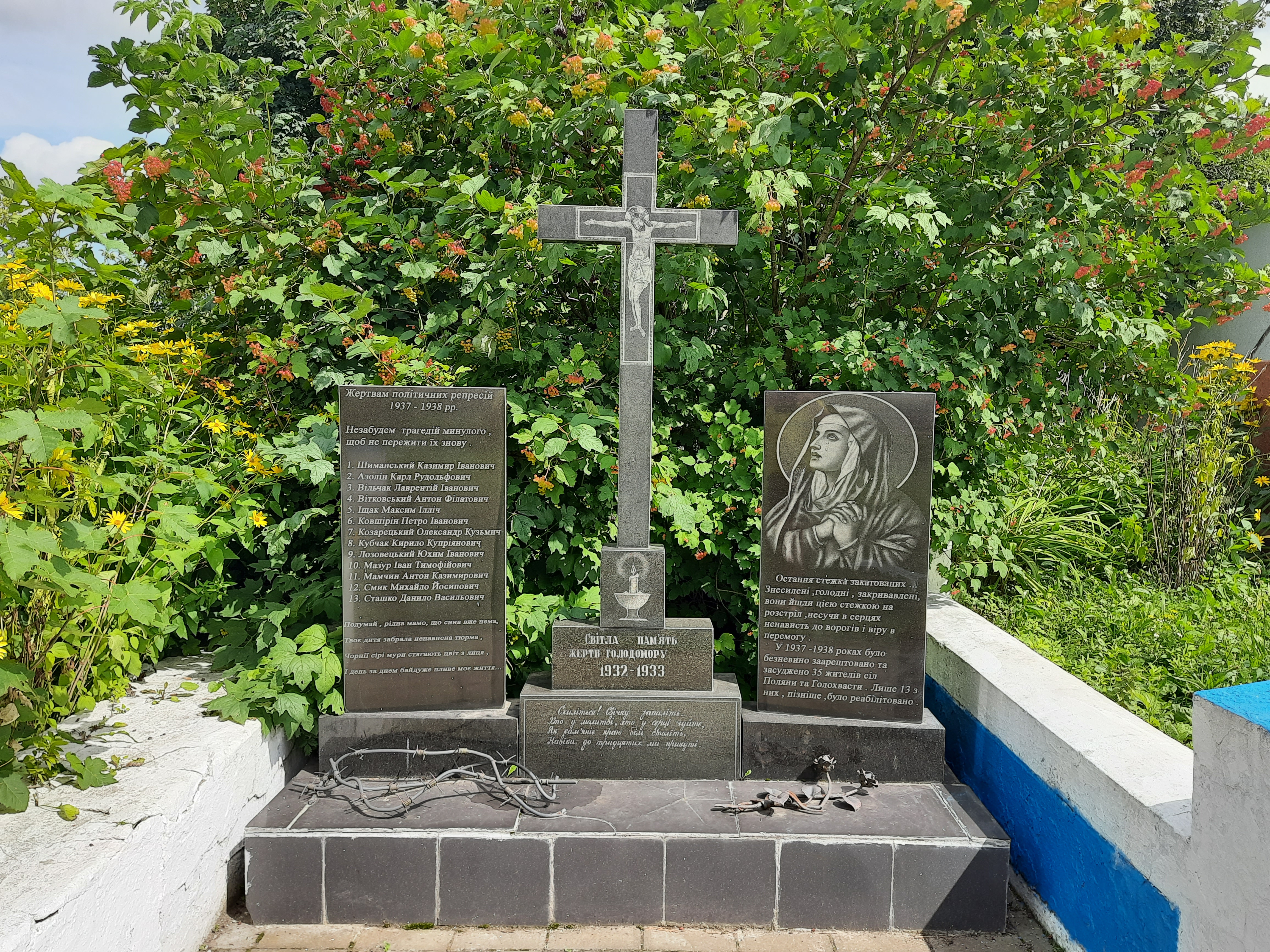
Пам'ятник жертвам голодомору
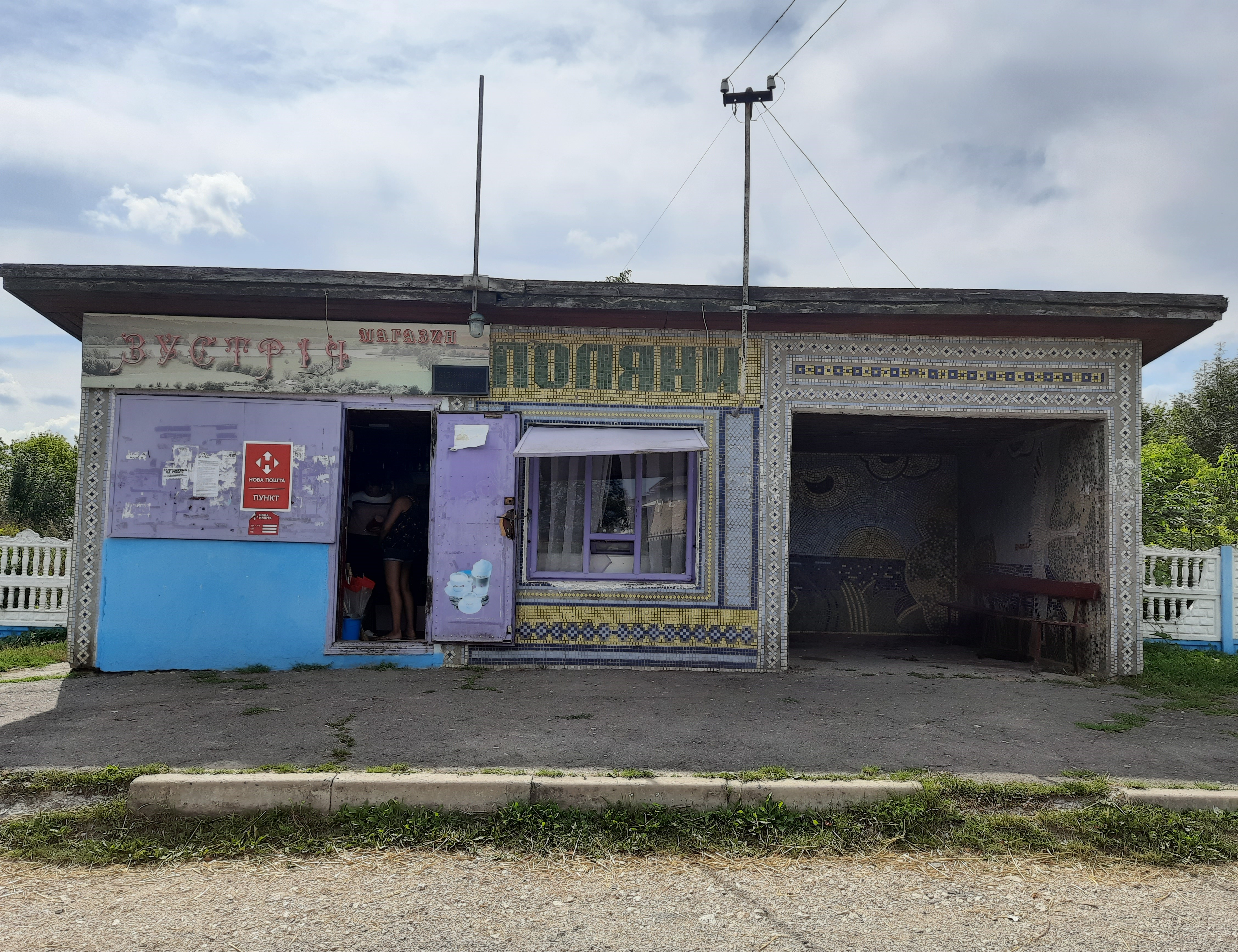
Автобусна зупинка
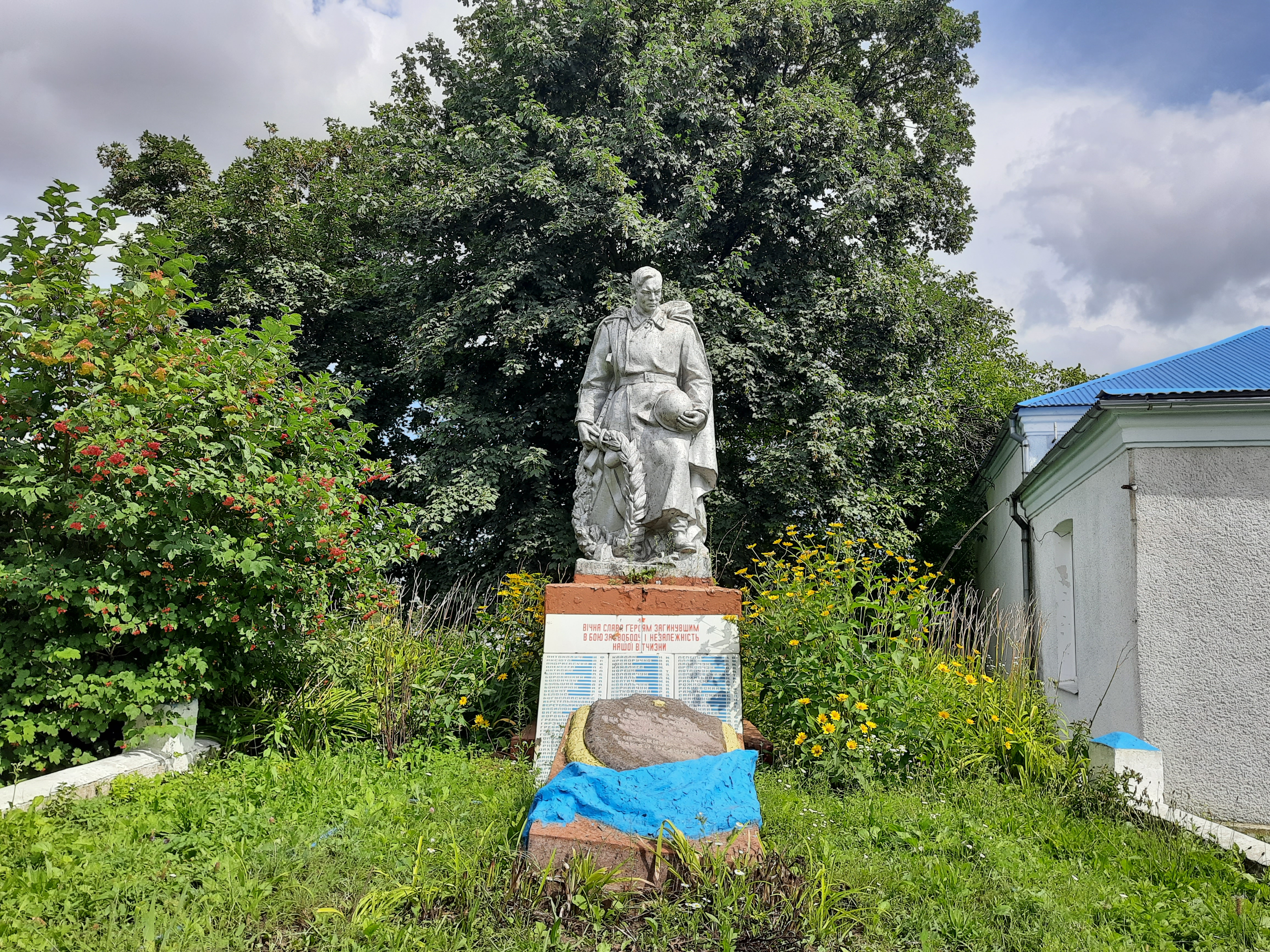
Братська могила радянських воїнів
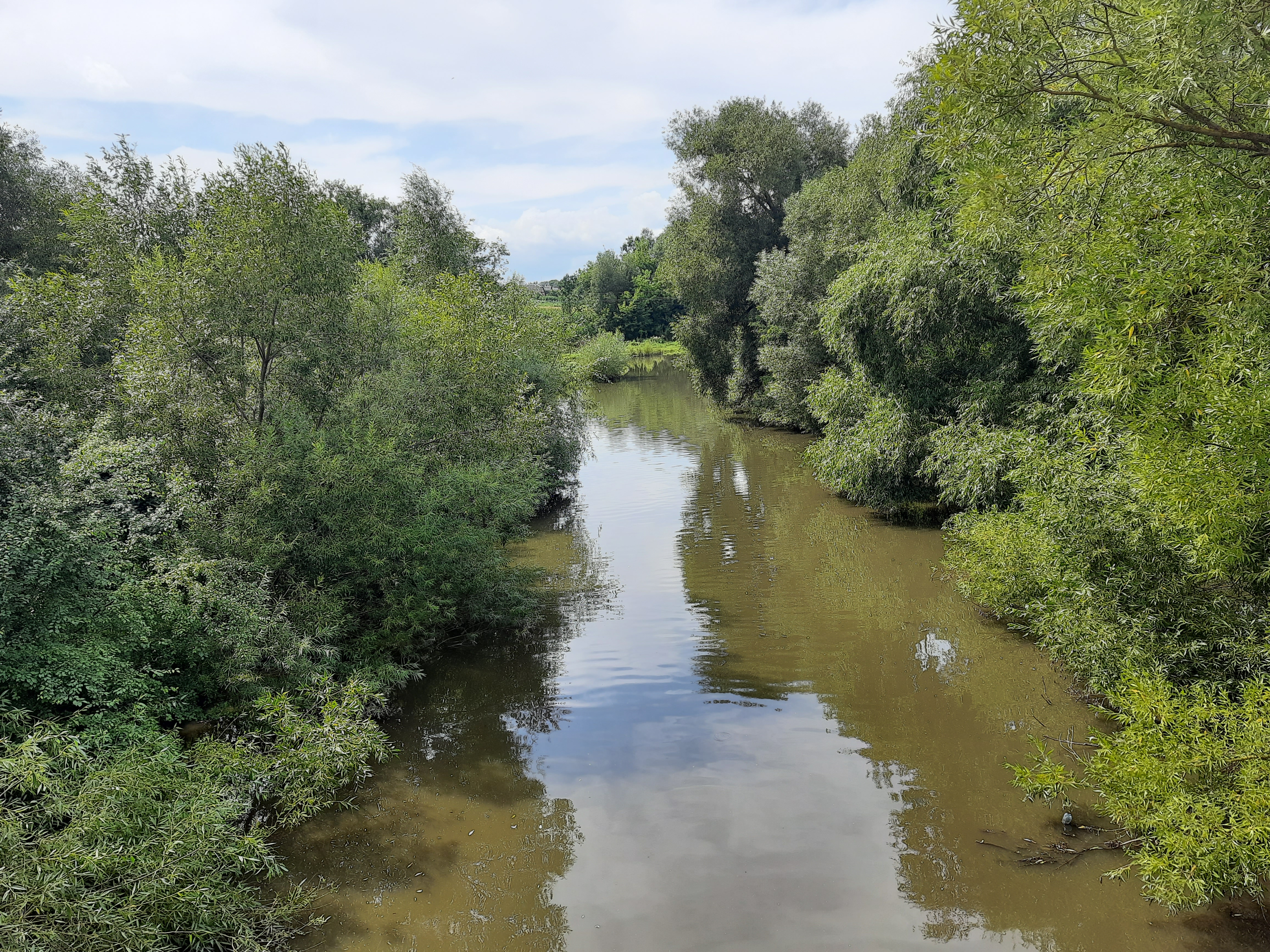
Збруч біля села.